# Comuna Velika Polana
Velika Polana (Občina Velika Polana) este o comună din Slovenia, cu o populație de 1.511 locuitori (2002).

## Localități
Brezovica, Mala Polana, Velika Polana